# Frillobarn
Frillobarn var en mans barn med sin frilla (eller sina frillor), det vill säga barn födda utanför äktenskapet. En frilla var en kvinna som levde med — eller hade längre sexuell relation med — en man som hon inte var gift med. Ofta var hon ur ett lägre samhällsskikt än mannen, men utomäktenskapliga relationer mellan män ur kungliga familjen och ogifta kvinnor kom ibland från högadeln, se Jutta av Danmark.
Under vikingatiden i Norden gjordes inte så stor skillnad på inom äktenskap födda barn och utanför födda. Arvslagar gällde i allmänhet också för frillobarn. Möjligen kan det ha rått skillnad om förbindelsen var mellan gifta parter, alltså om äktenskapsbrott förelegat. Om modern var en trälkvinna, så ärvde barnet normalt inte fadern. Se vidare i artikeln Ättledning.
Med kristendomen kom däremot en negativ attityd, och ”oäkta” (”utanför äktenskapet”) betydde också att i viss utsträckning att barnet stod utanför samhället. 
Även om kyrkan inte godkände några utomäktenskapliga förbindelser, gjordes skillnad mellan frillobarn, alltså barn i ett av samhället accepterat utomäktenskapligt förhållande, och horbarn, som var barn i en relation som allmänt uppfattades som äktenskapsbrott (tolkningen kompliceras av att lönskaläge, umgänge mellan ogifta, sannolikt här räknas som hor).
Inom Vasaättens kungliga gren gavs flera frillobarn namnet Gyllenhielm. Det danska kungahusets frillobarn bar namnet Gyldenløve, se Ulrik Frederik Gyldenløve.
Länge kunde det också innebära ett statuskliv uppåt för en man och hans ätt, om han gifte sig med ett "kungligt" frillobarn, såsom till exempel för Pontus De la Gardie, som gifte sig med Sofia Johansdotter Gyllenhielm, en utomäktenskaplig dotter till Johan III. Samma förhållande gällde för en icke adlig som gifte sig med ett adligt frillobarn.
Både Magnus Erikssons landslag från 1350 och Kristoffer av Bayerns landslag från 1442 reglerar hur frillobarn ska uppfostras. Modern ska ta hand om barnet tills det är tre år, och sedan fadern tills det är sju. Båda föräldrarna hade dock vårdnaden tills barnet var sju år. Till skillnad från horbarn fick frillobarn ärva fadern. Frillobarnens särställning bland oäkta barn försvann inte ur lagtexten förrän vid införandet av 1734 års lag.
I en del litteratur används begreppet naturligt barn med samma betydelse som utomäktenskapligt barn.